# Perimeterdämmung

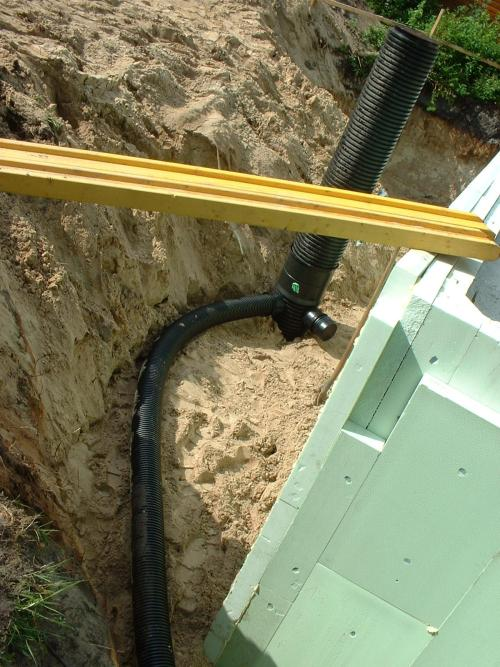
Rechts im Bild: Perimeterdämmung aus XPS

Die Perimeterdämmung ist die Wärmedämmung erdberührter Bauteile von Gebäuden und Bauwerken an ihrer Außenseite. Diese kann sich unterhalb der Bodenplatte eines Gebäudes oder an der Außenseite einer im Erdreich eingebundenen Kelleraußenwand befinden.
Die Dämmung muss wasser- und druckbeständig sein, daher verwendet man geschlossenporige Schaumstoffmaterialien, z. B. Platten aus extrudiertem Polystyrol-Hartschaum oder Schaumglas, mittlerweile  auch Recycling-Materialien aus Altglas wie Blähglas oder Schaumglas-Granulat.
Das Dämmmaterial wird außerhalb der wasserundurchlässigen Schicht (z. B. Bitumenanstrich oder Kunststoff-Folie) angebracht. Bei der Abdichtungsform der K-Wanne kann eine Perimeterdämmung mit „eingepackt“ werden. Die Dämmplatten werden verklebt, damit sie nicht verschoben werden, wenn sich die Hinterfüllung der Baugrube setzt. Insbesondere bei ständig oder langanhaltend drückendem Wasser (Grundwasser) sind dabei die bauaufsichtlichen Zulassungen des jeweiligen Herstellers zu beachten – z. B. müssen hier die Platten vollflächig mit einem geeigneten Kleber verklebt werden, damit ein Hinterspülen mit Wasser ausgeschlossen ist.
Die wasserundurchlässige Perimeterdämmung ist nicht zu verwechseln mit den häufig eingesetzten Mauerschutzplatten bzw. Drainageplatten, die nicht als Dämmung zugelassen sind. Diese offenporigen, aus bituminös gebundenen Schaumpolystyrolkügelchen bestehenden Platten dienen lediglich als Schutz der äußeren Wassersperrschicht (z. B. Bitumenanstrich) gegen Beschädigung beim Wiedereinbringen von Erdaushub bzw. zur Drainage entlang der erdberührten Wand. Es gibt auch Perimeterdämmungen, die durch eingeprägte Kanäle oder durch einen 2-Komponentenaufbau Drainageaufgaben übernehmen können.
Seit Inkrafttreten der Energieeinsparverordnung hat die Bedeutung von Perimeterdämmungen zugenommen.

## Belastungen
Eine Perimeterdämmung kann folgenden Belastungen ausgesetzt sein:
- Erddruck (möglicherweise erhöht durch Verkehrslasten)
- Erdfeuchte
- Sickerwasser, Stauwasser oder drückendes Grundwasser
- Diffusionsvorgängen
- Frost-Tau-Wechsel im erdoberflächennahen Bereich (konkret so tief, wie Frost ins Erdreich eindringt)